# 남현동 (서울)
남현동(南峴洞)은 서울특별시 관악구의 행정동 및 법정동이다.

## 개요
남현동은 과거 경기도 시흥군 신동면 사당리에서 비롯되었으며, 이후 관악구에 편입돼 1980년 4월 1일 관악구에서 동작구를 분구하였을 때 관악구 관할 사당1동 지역을 남현동으로 명명하여 신설되었다. 신설된 이후로 급속히 발전하여 오고 있으며, 지하철 2·4호선이 개통된 후 교통의 요충지로 거듭나고 있다. 이 지역의 특징은 서초구 방배동과 같은 전화번호 국번을 사용하는데 과거 경기도 시흥군 신동면에 속해 있었기 때문이다. 동작구 사당동, 서초구 방배동과 마주보고 있다.

## 법정동
- 남현동

## 교육
- 서울사당초등학교
- 총회신학교

## 교통
- 서울 지하철 2호선·서울 지하철 4호선
  - 사당역

## 같이 보기
- 대한민국의 행정 구역